# Sande, Vestfold
Sande este o comună din provincia Vestfold, Norvegia.
Are o suprafață de 178,33393913191 km². Populația este de 9.904 locuitori, determinată în 1 ianuarie 2019.